# Alma Center
Alma Center é uma vila localizada no estado norte-americano de Wisconsin, no Condado de Jackson.

## Demografia
Segundo o censo norte-americano de 2000, a sua população era de 446 habitantes. 
Em 2006, foi estimada uma população de 452, um aumento de 6 (1.3%).

## Geografia
De acordo com o United States Census Bureau tem uma área de 
2,6 km², dos quais 2,6 km² cobertos por terra e 0,0 km² cobertos por água. Alma Center localiza-se a aproximadamente 299 m acima do nível do mar.

## Localidades na vizinhança
O diagrama seguinte representa as localidades num raio de 24 km ao redor de Alma Center. 